# ميني ماريو أند فريندز: تحديات أميبو
ميني ماريو أند فريندز: تحديات أميبو (بالإنجليزية: Mini Mario & Friends: Amiibo Challenge)‏ هي لعبة فيديو ألغاز تم تطويرها ونشرها بواسطة نينتندو لنظام الـ وي يو ونينتندو 3دي أس. كانت اللعبة مجانية للتنزيل على نينتندو إي شوب، ولكنها تتطلب أميبو من أجل اللعب. تم إصدارها في اليابان في يناير 2016 وفي جميع أنحاء العالم في أبريل 2016. لعبة الحب 2 توم وجيري فأر الجبن 2 توم وجيري ماوس تشيز

## أسلوب اللعب
تعتمد طريقة اللعب الرئيسية في اللعبة على سلسلة ماريو ضد دونكي كونغ، لأنها تقترض أيضًا العديد من العناصر والأصول من السلسلة المذكورة. لا يوجد سوى وضع لاعب واحد. يستخدم اللاعبون قلمًا للتحكم في تخطيط المستوى، مما يسمح لشخصيات سلسلة ميني ماريو بالبقاء على قيد الحياة أو تحقيق الأهداف. يمكن تحريك الأشياء مثل العوارض أو الترامبولين، مما يسمح للشخصيات بالسفر على طول المسار المقصود. ومن الأمثلة على الشخصيات ماريو وديدي كونغ ولويجي وروزالينا وتود وباوزر والأميرة بيتش وباوزر جونيور ودونكي كونغ ويوشي، وجميعهم يتمتعون بقوة فريدة. يتم تضمين العوائق مثل عربات المناجم والأشباح.

### متطلبات أميبو
هناك أحد عشر شخصيةً صغيرةً يمكن لعبها. تتطلب اللعبة تشكيلة شخصيات أميبو من نينتندو من أجل اللعب، وأميبو لبعض شخصيات سلسلة سوبر ماريو تفتح إصدارات ميني من تلك الشخصيات ذات القدرات الخاصة. يمكن استخدام شخصيات أميبو فقط للعب اللعبة، وليس بطاقات أميبو. تعمل أيضًا تماثيل أميبو التي أنتجها طرف ثالث. إذا كان لدى اللاعب سلسلة أميبو من غير ماريو، فستضع اللعبة في ميني سبيك بدلاً من أميبو الذي يضعه الشخص على وي يو جيم باد. ميني سبيك هي شخصية تشبه كتلة الرياح الزرقاء التي لا تتمتع بقدرات خاصة. لا يمكن لـ ميني سبيك الوصول إلى أبواب أميبو، ولكن يمكن أن تخضع لمجموعة أساسية من المستويات.
تعمل شخصيات من قانون ماريو، وعند فتحها في اللعبة، تفتح نسخة مصغرة من أميبو وحركتها الخاصة. تشمل الأمثلة ستة أميبو يوشي، من كل من سوبر سماش برذرز ويوشيز ولي ورلد. ينتج عن تماثيل ماريو الستة المتاحة شخصية ميني ماريو مع القفز على الحائط كقدرة خاصة. مع اثنين من التماثيل التي تعمل، فإن ميني لويجي لديه قفزة عالية كقدرة، وميني بيتش من تمثالين لها قفزة عائمة. هناك نوعان من التماثيل لـ ميني باوزر، الذي يتمتع بقدرة خاصة باوزر بومب. لا يوجد سوى تماثيل أميبو مفردة لفتح ميني تود وميني دونكي كونغ وميني ديدي كونغ وميني روزالينا وميني باوزر جونيور.

### المستويات
هناك أكثر من 50 مستوى إجمالاً. تحتوي الخريطة على العديد من المستويات السرية القابلة للفتح، بالإضافة إلى مناطق هامشية إضافية لكل شخصية مدعومة. بالإضافة إلى المهام الرئيسية، هناك أيضًا عوالم ذات طابع شخصي مع أربع مراحل لكل منها، مثل لويجيز مانشن وقلعة باوزر.
مع الطابع الأساسي، هناك 12 مرحلة في المجموع. مع شخصية ذات طابع ماريو، يتم فتح المزيد من المراحل، و 10 من 12 مرحلة أساسية لها مخرج بديل والذي بدوره له أربع مراحل خاصة لتلك الشخصية المحددة. هناك أيضًا نوعان من «بطاقات أميبو» القابلة للتحصيل والتي لا يمكن الوصول إليها إلا لشخصيات محددة. هذا يعني أنه لكي يحقق اللاعب إكمال بنسبة 100٪ ، فإنه يحتاج إلى أميبو لـ 10 شخصيات من عالم ماريو، ويحتاج إلى لعب كل مستوى أساسي ثلاث مرات.

## التطوير
أدار ستيفن مورتيمر اللعبة، وأنتجها أكيا ساكاموتو وكينسوكي تنابي مع موسيقى جيمس فيليبسين. تم إصداره مع شراء أميبو في 25 مارس 2016، مع إصدار واسع في 28 أبريل 2016.

## التقييم
| التقييم                                                               |      |
| --------------------------------------------------------------------- | ---- |
| نتائج المراجعة نشرة نقاط دستركتويد 6/10 [ 3 ] نينتندو لايف 7/10 [ 4 ] |      |
| نتائج المراجعة                                                        |      |
| نشرة                                                                  | نقاط |
| دستركتويد                                                             | 6/10 |
| نينتندو لايف                                                          | 7/10 |

لم تعجب دستركتويد اللعبة كثيرًا لأنها كانت مشابهة للأقساط السابقة في السلسلة ولديها القليل من طريقة اللعب، قائلة إنه يمكن إكمالها في فترة ما بعد الظهر وتصل إلى حجم عرض توضيحي. ومع ذلك، فقد قالوا أن اللعبة كانت أفضل من ألعاب أميبو الأخرى مثل أميبو تاب: نينتندو غرايتيست بيتس [الإنجليزية]. أعجبت نينتندو لايف به كثيرًا وقالت أيضًا إنها كانت أفضل من أميبو تاب، وأعطتها 7 من 10 نجوم. ذكرت المراجعة أن المستويات كانت جيدة أيضًا، لا سيما بالنظر إلى أن اللعبة كانت مجانية. لقد أحبوا بشكل خاص المستويات الإضافية التي تم فتحها باستخدام التماثيل ذات الموضوعات. اعتقدت فينانسيال بوست أن السلسلة أصبحت بسيطة ويمكن التنبؤ بها، لكنها قالت إن اللعبة كانت «هدية» رائعة وتستحق الوقت للأشخاص الذين لديهم بالفعل مجموعات أميبو.